# Enrico Dandolo (S 513)
L'Enrico Dandolo (S 513) è stato un sottomarino italiano della classe Toti costruito negli anni sessanta e messo in disarmo negli anni novanta. Si trova oggi esposto presso l'Arsenale di Venezia, ed è, insieme al capoclasse Enrico Toti (S 506) a Milano e al Nazario Sauro (S 518) (unità della successiva classe Sauro) a Genova, uno dei tre sottomarini musealizzati in Italia.

## Storia
A seguito delle clausole armistiziali, all'Italia fu impedito di possedere sommergibili/sottomarini nel secondo dopoguerra. Decadute le clausole la Marina Militare Italiana tornò a studiare un progetto di sommergibile, che sfociò nella classe Toti, impostata a Monfalcone nel 1965 presso la Italcantieri.  Doveva essere una classe di battelli con caratteristiche antisottomarino (da cui la sigla NATO SSK- Submarine Submarine Killer), inseriti appieno nel clima di guerra fredda a cui parteciparono per tutta la loro vita operativa. Della classe facevano parte, il Toti, il Bagnolini, il Dandolo e il Mocenigo.
Il sottomarino Enrico Dandolo (SSK 513), terzo a portare questo nome e terzo sommergibile della classe Toti, fu costruito dall'Italcantieri di Monfalcone. Impostato il 10 marzo 1967, varato il 16 dicembre dello stesso anno, consegnato alla Marina Militare il 29 settembre 1968 e messo in disarmo il 30 settembre 1996.
Dal 2002 ha trovato sistemazione presso l'Arsenale di Venezia come sommergibile - museo assieme alla motozattera MZ 737 e al MAS 473, precedendo di fatto il Toti a Milano quale primo sommergibile museo in Italia anche se molto meno conosciuto perché è aperto al pubblico solo su prenotazione e in determinati giorni.

## Nome
Questo è il secondo sommergibile intitolato ad Enrico Dandolo e la terza unità della Marina Militare a portarne il nome. La prima unità fu una corazzata progettata da Benedetto Brin e costruita nell'Arsenale di La Spezia tra il 1873 e il 1882. Partecipò alla guerra italo-turca e alla prima guerra mondiale per essere radiata nel 1920. In seguito ebbe il nome di Enrico Dandolo un sommergibile della classe Marcello, entrato in servizio nel 1938. Il battello partecipò attivamente alla seconda guerra mondiale, prima nel Mediterraneo e poi nell'Atlantico dalla famosa base di Betasom. Dopo l'8 settembre fu trasferito negli USA ed impiegato per addestramento delle Marine alleate; rientrato in Italia nel dopoguerra fu radiato in osservanza delle clausole armistiziali.

### Simbolo
Il simbolo non ufficiale del Dandolo è sempre stato il coniglietto di Playboy. Non ne è nota la motivazione, quello che è certo è che spesso la sagoma del coniglietto ha fatto la sua comparsa sulla vela del sottomarino.

## Operatività
Nel corso della sua attività il Dandolo ha accumulato 24.700 ore di moto percorrendo 122.500 miglia. L'equipaggio, composto da 26 fino ad un massimo di 30 persone, si divideva in due o tre squadre di guardia a seconda della durata della "missione" e della categoria (specializzazione) di appartenenza. In taluni casi prestavano servizio secondo lo schema 4+4, cioè 4 ore di guardia, 4 ore di riposo in una branda “calda” (alternata con un collega) in altri casi i turni rispettavano lo schema 4+8 (sempre con branda calda quindi, con due brande si dormiva in tre).
Il caratteristico bulbo a prora (detto "naso") conteneva l'impianto ecogoniometrico che costituiva il "sistema attivo" (meglio conosciuto col nome di sonar), mentre l'impianto idrofonico che costituiva il "sistema passivo" era contenuto nella porzione di perimetro anteriore basso, subito sotto i tubi lanciasiluri del "battello" e tutto ciò, con la netta prevalenza nell'uso del sistema passivo, creava l'impianto necessario ad individuare i bersagli. 
Il Toti è stato essenzialmente impiegato per addestramento e nelle esercitazioni per simulare attacchi a sommergibili sovietici o a task force del Patto di Varsavia, riscuotendo sempre lusinghieri risultati grazie alla sua silenziosità e manovrabilità.